# Municipio de Sherman (condado de Huron)
El municipio de Sherman (en inglés, Sherman Township) es un municipio del condado de Huron, Míchigan, Estados Unidos. Tiene una población estimada, a mediados de 2022, de 991 habitantes.

## Geografía
Está ubicado en las coordenadas 43°43′49″N 82°40′16″O / 43.73028, -82.67111. Según la Oficina del Censo de los Estados Unidos, tiene una superficie total de 130.1 km², de los cuales 113.9 km² corresponden a tierra firme y 16.2 km² están cubiertos de agua.

## Demografía
Según el censo de 2020, en ese momento había 999 personas residiendo en la zona. La densidad de población era de 8.8 hab./km². El 96.50 % de los habitantes eran blancos, el 0.20 % eran amerindios, el 0.60 % eran asiáticos, el 0.20 % eran isleños del Pacífico, el 0.20 % eran de otras razas y el 2.30 % eran de una mezcla de razas. Del total de la población, el 0.90 % eran hispanos o latinos de cualquier raza.